# Litania (album)
Litania è un album di Giovanni Lindo Ferretti e Ambrogio Sparagna, pubblicato nel 2004.

## Tracce
1. Magnificat
2. Ave Maria
3. Madre
4. Sonno sonno
5. Venite alla Capanna
6. Regina degliu cielo
7. Aras Màtei
8. Miserere
9. Madre Maria, il lamento
10. Letture del vangelo apocrifo di Nicodemo
11. L'orologio della passione
12. Gloria
13. Intimisto
14. Occitania
15. Padre Nostro
16. Santo
17. Lorica
18. Paxo de Jerusalem
19. Ave Maria
20. Ed io Giuseppe
21. Te Deum
22. Davide Re